# Beutal
Beutal ist eine französische Gemeinde mit 269 Einwohnern (Stand: 1. Januar 2022) im Département Doubs  in der Region Bourgogne-Franche-Comté.

## Geographie
Beutal liegt auf 335 m, etwa 13 Kilometer westsüdwestlich der Stadt Montbéliard (Luftlinie). Das Dorf erstreckt sich in einer Talmulde nördlich des Doubstals, in dem Hügelland, das sich zwischen den Tälern von Doubs und Ognon ausdehnt.
Die Fläche des 5,78 km² großen Gemeindegebiets umfasst einen Abschnitt nördlich des Doubstals. Der zentrale Teil des Gebietes wird von einer Talsenke eingenommen, die jedoch kein oberirdisches Fließgewässer zeigt, weil das Niederschlagswasser im verkarsteten Untergrund versickert. Diese Talmulde wird im Westen von der Höhe des Bois de la Chaille (425 m) flankiert. Nach Nordosten erstreckt sich das Gemeindeareal über die Täler von Beutal und Bretigney bis auf die angrenzenden Plateaus der Kalkhochfläche, die durchschnittlich auf 400 m liegen. Sie sind teils von Wies- und Ackerland, teils von Wald bestanden. Mit 469 m wird auf dem Mont Truchot die höchste Erhebung von Beutal erreicht.
Zu Beutal gehört der Weiler La Guinguette (350 m) in der Talsenke östlich des Mont de Bellevoie. Nachbargemeinden von Beutal sind Bretigney und Montenois im Norden, Lougres im Osten, Longevelle-sur-Doubs und La Prétière im Süden sowie Médière und Faimbe im Westen.

## Geschichte
Erstmals urkundlich erwähnt wird Beutal im Jahr 1196 in der Form Bustal (1206 Buschtal) als Besitz der Kirche Saint-Maimboeuf in Montbéliard. Auf dem Gemeindegebiet hatten auch die Herrschaft Châtelot und weitere Herren Grundbesitz; der Hauptteil des Dorfes gehörte jedoch seit dem Mittelalter den Grafen von Mömpelgard (Montbéliard), die 1565 die Reformation einführten, womit die Dorfkirche aus dem 15. Jahrhundert lutherisch wurde. Mit der Besetzung der Grafschaft Württemberg-Mömpelgard (Montbéliard) gelangte Beutal 1793 endgültig in französische Hand. Heute ist das Dorf Teil des Gemeindeverbandes Pays de Montbéliard Agglomération.

## Sehenswürdigkeiten

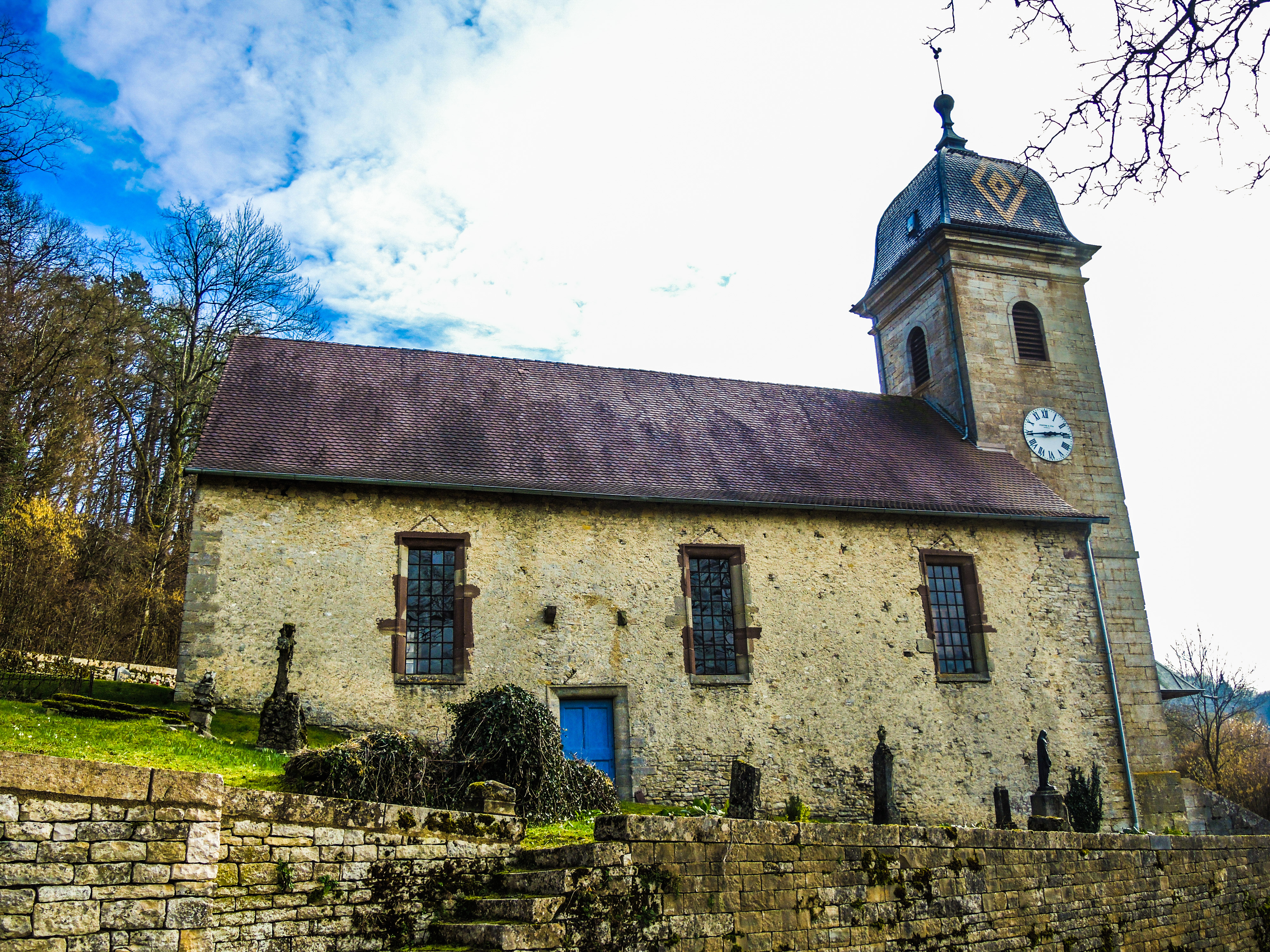
Lutherische Kirche

Die lutherische Kirche von Beutal (Temple luthérien) wurde im Jahre 1768 an Stelle der alten Dorfkirche weitgehend neu und größer errichtet. Den ursprünglichen hölzernen separaten Glockenstuhl ersetzte 1828 der Turm mit der Haube (clocher comtois), die so typisch in der Franche-Comté ist.

## Bevölkerung
| Jahr                       | 1962 | 1968 | 1975 | 1982 | 1990 | 1999 | 2016 |
| Einwohner                  | 147  | 162  | 163  | 216  | 215  | 199  | 284  |
| Quellen: Cassini und INSEE |      |      |      |      |      |      |      |

Mit 269 Einwohnern (Stand 1. Januar 2022) gehört Beutal zu den kleinen Gemeinden des Départements Doubs. Nachdem die Einwohnerzahl in der ersten Hälfte des 20. Jahrhunderts deutlich abgenommen hatte (1886 wurden noch 232 Personen gezählt), wurde von 1960 bis 1980 wieder ein kontinuierliches Bevölkerungswachstum verzeichnet.

## Wirtschaft und Infrastruktur
Beutal war bis weit ins 20. Jahrhundert hinein ein vorwiegend durch die Landwirtschaft (Ackerbau, Obstbau und Viehzucht) und die Forstwirtschaft geprägtes Dorf. Daneben gibt es heute einige Betriebe des lokalen Kleingewerbes. Mittlerweile hat sich das Dorf auch zu einer Wohngemeinde gewandelt. Viele Erwerbstätige sind deshalb Wegpendler, die in den größeren Ortschaften der Umgebung ihrer Arbeit nachgehen.
Die Ortschaft liegt abseits der größeren Durchgangsstraßen an einer Departementsstraße, die von Longevelle-sur-Doubs nach Onans führt. Der nächste Anschluss an die Autobahn A36 befindet sich in einer Entfernung von ungefähr 14 Kilometern. Eine weitere Straßenverbindung besteht mit Bretigney.